# 游戏创造
《游戏创造》于2005年5月创刊，是由程序员杂志社出版的游戏杂志。该刊还与美国游戏杂志“Game Developer(游戏开发者)”合作，授权转载“Game Developer(游戏开发者)”内容。2009年8月，《游戏创造》停刊。